# Anne Puttemans
 (mai 2017).
Si vous disposez d'ouvrages ou d'articles de référence ou si vous connaissez des sites web de qualité traitant du thème abordé ici, merci de compléter l'article en donnant les références utiles à sa vérifiabilité et en les liant à la section « Notes et références ».
Anne Puttemans est une joueuse de football belge née le 1er avril 1986.

## Biographie
Elle débute, dans le football, au FC Schepdaal, elle y reste jusqu'à l'âge de 14 ans. En 2000, elle est transférée au RSC Anderlecht où elle joue en équipe première à 15 ans.

## Palmarès
- Vainqueur de la Coupe de Belgique (2) : 2005 - 2013
- Finaliste de la Coupe de Belgique (3) : 2004 - 2008 - 2010